# Odynerus praeclusus
Odynerus praeclusus är en stekelart som beskrevs av Nurse. Odynerus praeclusus ingår i släktet lergetingar, och familjen Eumenidae. Inga underarter finns listade i Catalogue of Life.